# Yasujirō Ozu
Yasujirō Ozu (小津 安二郎, Ozu Yasujirō) (født 12. december 1903, død 11. december 1963) var en prominent japansk filminstruktør og manuskriptforfatter.
Han var relativt ukendt i Vesten under hele sin karriere, men er senere blevet anerkendt som en af filmkunstens store instruktører. Han huskes specielt for sin karakteristiske billedestil, hvor kameraet stort set altid befinder sig i øjenhøjde for en siddende person (også kendt som Tatami-shots) og meget sjældent bevæger sig. Det gennemsnitlige familieliv er det evigt tilbagevendende tema i Ozu's film, der blandt andet tæller hans hovedværk Tokyo Story (Tokyo Monogatari) samt blandt andre Floating Weeds (Ukikusa) og An Autumn Afternoon (Sanma no aji). Ozu instruerede 54 film, den første i 1927 og den sidste i 1962.

## Biografi og karriere

### Liv
Yasujiro Ozu blev født den 12. december 1903 i Tokyos Fukugawa-distrikt i Japan. Hans far var en meget travl forretningsmand i kunstgødningsbranchen og var derfor en meget lille del af Ozus opvækst. Sammen med sine søskende blev Ozu sendt på kostskole i byen Matsuzaka. Han fandt aldrig sin plads i det japanske skolesystem, og brugte hellere sin tid i biografen på at se film fra Vesten af folk som Charlie Chaplin og Harold Lloyd.
Efter sin uddannelse ved Waseda University, et af Japans førende universiteter, var Ozu i en kort periode lærer i det landlige Japan.
Ozu mistede sin far i 1934, og boede sammen med sin mor indtil hendes død i 1962. Uden nogensinde at gifte sig fandt Ozu i stedet værdi i sine film og sine venner. Alkohol spillede også en stor rolle både i Ozus liv og karriere. Eftersigende blev store mængder sake (japansk risvin) indtaget hver gang Ozu og hans faste manuskriptskrivningspartner Kogo Noda arbejdede på en film. 
Den 11. december 1963, dagen før sin 60 års fødselsdag, døde Ozu af en kræftknude i halsen.

### Karriere
I 1923 blev Ozu ansat som assisterende kameramand for Tadamoto Okuba ved Shochiku-studierne i Tokyo. Her tog han sine første spæde skridt i sin 39 år lange karriere i den japanske filmindustri. 
Efter et års militærtjeneste i 1925 blev Ozu assisterende instruktør ved Shochiku, indtil han i 1927 lavede sin første spillefilm som instruktør. Sword of Penitence (Zange no yaiba) havde premiere den 14. oktober 1927. Som størstedelen af Ozus senere film er ’’Sword of Penitence’’ produceret af Shochiku og skrevet af Kogo Noda. Andre bemærkelsesværdige samarbejdspartnere i Ozus karriere er skuespillerne Setsuko Hara og Chishu Ryu.
Ozu kan siges at være mere japanskorienteret end sine samtidige kolleger. Dermed menes, at hans film ikke fangede noget vestligt publikum med sine historier om problemerne i de gennemsnitlige japanske familier. En voksende opmærksomhed på asiatisk film i både Europa og USA gav nogle af Ozus samtidige kolleger succes i 1950'erne. Blandt andre fik instruktøren Akira Kurosawa to Guldløver ved filmfestivalen i Venedig for henholdsvis Dæmonernes Port (Rashomon) i 1951 og De Syv Samuraier (Shichinin no samurai) i 1954. Også Kenji Mizoguchi fik succes i samme periode da han vandt to Sølvløver i træk for henholdsvis Ugetsu monogatari i 1953 og Sanshô dayû i 1954. Hans popularitet så sit højdepunkt med en Guldpalmenominering for Chikamatsu monogatari i 1955.
Ozu selv blev stort set kun hædret i Japan under sin karriere. Han vandt den største japanske filmpris, Kinema Junpo, seks gange, hvor Kurosawa og Mizoguchi måtte tage til takke med henholdsvis tre og en gang.

## Anerkendelse
Ozu døde i 1963 med 54 film på repertoiret. Af disse 54 har seks indbragt Kinema Junpo-priser. Ud over en lille håndfuld mindre asiatiske filmpriser modtog Ozu ingen hæder i den internationale filmbranche før efter sin død. Kun hans andensidste film The End of Summer (Kohayagawa-ke no aki) fra 1962 blev nomineret til en Guldbjørn ved filmfestivalen i Berlin.
Siden 1970'erne er internationale filmhistorikere, filmanmeldere og filmteoretikere begyndt at fokusere mere og mere på Ozu og indgyde hans kunst respekt. Han er et af de bedste eksempler på en auteur med sin konsekvente stil og tematik.
Tokyo Story (Tokyo monogatari) fra 1953, Ozus mest roste film, springer gang på gang frem på forskellige lister over verdenshistoriens bedste film. Time Magazine inkluderer Tokyo Story på sin liste over verdens 100 bedste film, og hos den engelske avis The Guardian er filmen udnævnt til verdens 4. bedste drama- og kunstfilm.
Flere populære, nutidige instruktører har anerkendt Ozu som en inspirationskilde. Denne liste tæller blandt andre den tyske Wim Wenders, der har lavet dokumentarfilmen Tokyo-ga (1985), som forsøger at opsøge ”Ozus Japan” i den virkelige verden, samt taiwanesiske Hou Hsiao-Hsien.

## Filmografi
| Komplet filmografi      | Komplet filmografi                | Komplet filmografi           | Komplet filmografi                      | Komplet filmografi                          |
| År                      | Japansk titel                     | Japansk-latinsk titel        | Engelsk titel                           | Noter                                       |
| ----------------------- | --------------------------------- | ---------------------------- | --------------------------------------- | ------------------------------------------- |
| Stumfilm                |                                   |                              |                                         |                                             |
| 1927                    | 懺悔の刃                          | Zange no yaiba               | Sword of Penitence                      | Forsvundet                                  |
| 1928                    | 若人の夢                          | Wakodo no yume               | Dreams of Youth                         | Forsvundet                                  |
| 1928                    | 女房紛失                          | Nyobo funshitsu              | Wife Lost                               | Forsvundet                                  |
| 1928                    | カボチャ                          | Kabocha                      | Pumpkin                                 | Forsvundet                                  |
| 1928                    | 引越し夫婦                        | Hikkoshi fufu                | A Couple on the Move                    | Forsvundet                                  |
| 1928                    | 肉体美                            | Nikutaibi                    | Body Beautiful                          | Forsvundet                                  |
| 1929                    | 宝の山                            | Takara no yama               | Treasure Mountain                       | Forsvundet                                  |
| 1929                    | 学生ロマンス 若き日               | Wakaki hi                    | Days of Youth                           | Ozus tidligste overlevende film             |
| 1929                    | 和製喧嘩友達                      | Wasei kenka tomodachi        | Fighting Friends Japanese Style         | 14 minutter overlever                       |
| 1929                    | 大学は出たけれど                  | Daigaku wa detakeredo        | I Graduated, But...                     | 10 minutter overlever                       |
| 1929                    | 会社員生活                        | Kaishain seikatsu            | The Life of an Office Worker            | Forsvundet                                  |
| 1929                    | 突貫小僧                          | Tokkan kozo                  | A Straightforward Boy                   | Kortfilm                                    |
| 1930                    | 結婚学入門                        | Kekkongaku nyumon            | An Introduction to Marriage             | Forsvundet                                  |
| 1930                    | 朗かに歩め                        | Hogaraka ni ayume            | Walk Cheerfully                         |                                             |
| 1930                    | 落第はしたけれど                  | Rakudai wa shitakeredo       | I Flunked, But...                       |                                             |
| 1930                    | その夜の妻                        | Sono yo no tsuma             | That Night's Wife                       |                                             |
| 1930                    | エロ神の怨霊                      | Erogami no onryo             | The Revengeful Spirit of Eros           | Forsvundet                                  |
| 1930                    | 足に触った幸運                    | Ashi ni sawatta koun         | The Luck Which Touched the Leg          | Forsvundet                                  |
| 1930                    | お嬢さん                          | Ojosan                       | Young Miss                              | Forsvundet                                  |
| 1931                    | 淑女と髭                          | Shukujo to hige              | The Lady and the Beard                  |                                             |
| 1931                    | 美人と哀愁                        | Bijin aishu                  | Beauty's Sorrows                        | Forsvundet                                  |
| 1931                    | 東京の合唱                        | Tokyo no gassho              | Tokyo Chorus                            |                                             |
| 1932                    | 春は御婦人から                    | Harn wa gofujin kara         | Spring Comes from the Ladies            | Forsvundet                                  |
| 1932                    | 大人の見る繪本 生れてはみたけれど | Umarete wa mita keredo       | I Was Born, But...                      |                                             |
| 1932                    | 靑春の夢いまいづこ                | Seishun no yume imaizuko     | Where Now Are the Dreams of Youth?      |                                             |
| 1932                    | また逢ふ日まで                    | Mata au hi made              | Until the Day We Meet Again             | Forsvundet                                  |
| 1933                    | 東京の女                          | Tokyo no onna                | Woman of Tokyo                          |                                             |
| 1933                    | 非常線の女                        | Hijosen no onna              | Dragnet Girl                            |                                             |
| 1933                    | 出来ごころ                        | Degigokoro                   | Passing Fancy                           |                                             |
| 1934                    | 母を恋はずや                      | Haha o kowazuya              | A Mother Should Be Loved                |                                             |
| 1934                    | 浮草物語                          | Ukigusa monogatari           | A Story of Floating Weeds               |                                             |
| 1935                    | 箱入娘                            | Hakoiri musume               | An Innocent Maid                        | Forsvundet                                  |
| 1935                    | 菊五郎の鏡獅子                    | Kagamijishi                  | Kagamijishi                             | Dokumentarfilm                              |
| 1935                    | 東京の宿                          | Tokyo no yado                | An Inn in Tokyo                         |                                             |
| 1936                    | 大学よいとこ                      | Daigaku yoitoko              | College is a Nice Place                 | Forsvundet                                  |
| Sort-hvid-film med tale |                                   |                              |                                         |                                             |
| 1936                    | ひとり息子                        | Hitori musuko                | The Only Son                            | Ozus første film med tale                   |
| 1937                    | 淑女は何を忘れたか                | Shukujo wa nani o wasuretaka | What Did the Lady Forget?               |                                             |
| 1941                    | 戸田家の兄妹                      | Todake no kyodai             | Brothers and Sisters of the Toda Family |                                             |
| 1942                    | 父ありき                          | Chichi ariki                 | There Was a Father                      |                                             |
| 1947                    | 長屋紳士録                        | Nagaya Shinshiroku           | Record of a Tenement Gentleman          |                                             |
| 1948                    | 風の中の牝鶏                      | Kaze no naka no mendori      | A Hen in the Wind                       |                                             |
| 1949                    | 晩春                              | Banshun                      | Late Spring                             | Ozus første film med Setsuko Hara           |
| 1950                    | 宗方姉妹                          | Munekata shimai              | The Munekata Sisters                    |                                             |
| 1951                    | 麥秋                              | Bakushu                      | Early Summer                            |                                             |
| 1952                    | お茶漬けの味                      | Ochazuke no aji              | The Flavor of Green Tea over Rice       |                                             |
| 1953                    | 東京物語                          | Tokyo monogatari             | Tokyo Story                             |                                             |
| 1956                    | 早春                              | Soshun                       | Early Spring                            |                                             |
| 1957                    | 東京暮色                          | Tōkyō boshoku                | Tokyo Twilight                          |                                             |
| Farvefilm               |                                   |                              |                                         |                                             |
| 1958                    | 彼岸花                            | Higanbana                    | Equinox Flower                          | Ozus første farvefilm                       |
| 1959                    | お早よう                          | Ohayo                        | Good Morning                            | Genindspilning af I Was Born, But...        |
| 1959                    | 浮草                              | Ukigusa                      | Floating Weeds                          | Genindspilning af A Story of Floating Weeds |
| 1960                    | 秋日和                            | Akibiyori                    | Late Autumn                             |                                             |
| 1961                    | 小早川家の秋                      | Kohayagawa-ke no aki         | The End of Summer                       |                                             |
| 1962                    | 秋刀魚の味                        | Sanma no aji                 | An Autumn Afternoon                     | Ozus sidste film                            |

## Fodnoter
1. ↑  Navnet er anført på engelsk og stammer fra Wikidata hvor navnet endnu ikke findes på dansk.
2. ↑  Navnet er anført på engelsk og stammer fra Wikidata hvor navnet endnu ikke findes på dansk.
3. 1 2  Bog Ozu and the Poetics of Cinema, David Bordwell, 1988
4. ↑  Roger Eberts kommentarspor til Floating Weeds, The Criterion Collection
5. ↑  Encyclopedia of World Biography, 2005
6. ↑  ALL-TIME 100 best movies Arkiveret 3. december 2010 hos  Wayback Machine, Time Magazine, 12. februar 2005
7. ↑  The 25 best arthouse films of all time, The Guardian, 20. oktober 2010
8. ↑  Wim Wenders om Ozu, YouTube
9. ↑  Hou Hsiao-Hsien om Ozu, YouTube